# Lord Blantyre

Wappen der Lords Blantyre

Lord Blantyre war ein erblicher britischer Adelstitel in der Peerage of Scotland. Der Name des Titels bezieht sich auf Blantyre Priory in Lanarkshire.
Historische Familiensitze der Lords waren Erskine House in Renfrewshire, Lennoxlove House in East Lothian und Place of Cardonald in Renfrewshire.

## Verleihung
Der Titel wurde am 10. Juli 1606 an den schottischen Politiker und Juristen Sir Walter Stewart verliehen.
Der Titel erlosch beim Tod seines Ur-ur-ur-ur-urenkels, des 12. Lords, am 5. Dezember 1900.

## Liste der Lords Blantyre (1606)
- Walter Stewart, 1. Lord Blantyre († 1617)
- William Stewart, 2. Lord Blantyre († 1638)
- Walter Stewart, 3. Lord Blantyre († 1641)
- Alexander Stewart, 4. Lord Blantyre († um 1670)
- Alexander Stuart, 5. Lord Blantyre († 1704)
- Walter Stuart, 6. Lord Blantyre (1683–1713)
- Robert Stuart, 7. Lord Blantyre († 1743)
- Walter Stuart, 8. Lord Blantyre († 1751)
- William Stuart, 9. Lord Blantyre († 1776)
- Alexander Stuart, 10. Lord Blantyre († 1783)
- Robert Stuart, 11. Lord Blantyre (1777–1830)
- Charles Stuart, 12. Lord Blantyre (1818–1900)